# Leiopodus nigripes
Leiopodus nigripes är en biart som beskrevs av Heinrich Friese 1908. Leiopodus nigripes ingår i släktet Leiopodus och familjen långtungebin. Inga underarter finns listade i Catalogue of Life.